# Верхньобузулукський
Верхньобузулу́кський (рос. Верхньобузулукский) — селище у складі Тоцького району Оренбурзької області, Росія.

## Населення
Населення — 379 осіб (2010; 436 у 2002).
Національний склад (станом на 2002 рік):
- росіяни — 61 %
- татари — 32 %